# Щадилов, Василий Иванович
Василий Иванович Щадилов (1913—1968) — рабочий Второго Московского часового завода. Лауреат Ленинской премии (1961).

## Биография
Щадилов Василий родился в 1913 году в селе Папоротка (ныне Богородицкий район Тульской области) в крестьянской семье. Работал в колхозе, в МТС, в сельсовете, учился в педагогическом техникуме. С 1936 по 1946 год служил в Красной армии. Принимал участие в Великой Отечественной войне.
В 1946 году переехал в Москву и поступил рабочим на Второй Московский часовой завод. Занимался наладкой станков в платино-мостовом цехе. Проявил себя активным рационализатором. Сконструировал и изготовил более 30 станков-полуавтоматов, автоматов и других приспособлений, позволивших повысить механизацию производственного процесса, качество продукции и увеличить производительность труда. В 1961 году был удостоен Ленинской премии «за создание и внедрение автоматизированного оборудования для производства часов».
Избирался членом ЦК профсоюза рабочих машиностроения и приборостроения, делегатом съезда профсоюзов СССР, членом научно-технического общества. Умер в 1968 году.

## Награды и премии
- Ленинская премия (1961)[1]
- Орден Красной Звезды (1957)[1]
- Медаль «За победу над Германией в Великой Отечественной войне 1941—1945 гг.» (1945)[1]